# Bruno Rodzik
Bruno Rodzik est un footballeur français né le 29 mai 1935 à Giraumont (Meurthe-et-Moselle) et mort le 12 avril 1998 à Thionville. 

## Biographie
Évoluant au poste d'arrière gauche (n° 3), Bruno Rodzik a fait l'essentiel de sa carrière au Stade de Reims avec qui il a tout connu : les titres et une finale de Coupe d'Europe, mais aussi les affres de la relégation. Il termine sa carrière à l'OGC Nice. 
Dans une première partie de sa vie, Bruno Rodzik épouse Palma avec qui il a trois filles prénommées Corinne, Nathalie et Mylène. Dans une partie ultérieure de sa vie, il se marie avec Monique avec qui il a une fille prénommée Caroline.

## Carrière de joueur
- 1957-1964 :  Stade de Reims (197 matches et 3 buts en Division 1)
- 1964-1968 :  OGC Nice (91 matches en Division 1)[2]

## Palmarès

### En club
- Champion de France en 1958, en 1960 et en 1962 avec le Stade de Reims
- Vainqueur de la Coupe de France en 1958 avec le Stade de Reims
- Finaliste de la Coupe d'Europe des Clubs Champions en 1959 avec le Stade de Reims

### EnÉquipe de France
- 21 sélections[3] entre 1960 et 1963
- Participation au Championnat d'Europe des Nations en 1960 (4e)

### Statistiques
- 288 matches et 3 buts en Division 1

## Statistiques détaillées
| Saison    | Club           | Pays   | Championnat        | Championnat | Championnat | Coupe de France | Coupe de France | Coupes d’Europe | Coupes d’Europe | Coupes d’Europe | Équipe de France | Équipe de France | TOTAL  | TOTAL |
| Saison    | Club           | Pays   | Championnat        | Matchs      | Buts        | Matchs          | Buts            | Type            | Matchs          | Buts            | Matchs           | Buts             | Matchs | Buts  |
| --------- | -------------- | ------ | ------------------ | ----------- | ----------- | --------------- | --------------- | --------------- | --------------- | --------------- | ---------------- | ---------------- | ------ | ----- |
| 1954-1955 | AS Giraumont   | France | Division Nationale | -           | -           | 2               | 0               | -               | -               | -               | -                | -                | 2      | 0     |
| 1955-1956 | AS Giraumont   | France | Division Nationale | -           | -           | 1               | 0               | -               | -               | -               | -                | -                | 1      | 0     |
| 1956-1957 | AS Giraumont   | France | Division Nationale | -           | -           | 1               | 0               | -               | -               | -               | -                | -                | 1      | 0     |
| 1957-1958 | Stade de Reims | France | Division 1         | 5           | 0           | 0               | 0               | -               | -               | -               | -                | -                | 5      | 0     |
| 1958-1959 | Stade de Reims | France | Division 1         | 35          | 0           | 4               | 0               | C1              | 9               | 0               | -                | -                | 48     | 0     |
| 1959-1960 | Stade de Reims | France | Division 1         | 31          | 1           | 6               | 0               | -               | -               | -               | 3                | 0                | 40     | 1     |
| 1960-1961 | Stade de Reims | France | Division 1         | 33          | 0           | 5               | 0               | C1              | 4               | 2               | 6                | 0                | 48     | 2     |
| 1961-1962 | Stade de Reims | France | Division 1         | 38          | 0           | 5               | 0               | -               | -               | -               | 5                | 0                | 48     | 0     |
| 1962-1963 | Stade de Reims | France | Division 1         | 37          | 2           | 4               | 0               | C1              | 4               | 0               | 5                | 0                | 50     | 2     |
| 1963-1964 | Stade de Reims | France | Division 1         | 18          | 0           | 2               | 0               | -               | -               | -               | 2                | 0                | 22     | 0     |
| 1964-1965 | OGC Nice       | France | Division 2         | 25          | 1           | 6               | 0               | -               | -               | -               | -                | -                | 31     | 1     |
| 1965-1966 | OGC Nice       | France | Division 1         | 28          | 0           | 2               | 0               | -               | -               | -               | -                | -                | 30     | 0     |
| 1966-1967 | OGC Nice       | France | Division 1         | 30          | 0           | 2               | 0               | C3              | 1               | 0               | -                | -                | 33     | 0     |
| 1967-1968 | OGC Nice       | France | Division 1         | 33          | 0           | 2               | 0               | C3              | 2               | 0               | -                | -                | 37     | 0     |
|           |                |        | TOTAL              | 313         | 4           | 42              | 0               |                 | 20              | 2               | 21               | 0                | 394    | 6     |